# MAMBO A GO GO
MAMBO A GO GO (맘보어고고)는 2001년 코나미(현 코나미 디지털 엔터테인먼트)가 발매한 음악 시뮬레이션(BEMANI 시리즈)의 아케이드 게임이다.
맘보어고고 전용의 대형 케이스에 탑재된 버전과 범용 비디오게임 케이스를 사용한 버전 2개가 있다(게임 내용은 같다). 또한 BEMANI시리즈중 범용 케이스판으로 발매된것은 이 작품뿐이다.
전용 케이스 버전은 중앙에 디스플레이와 선택 버튼, 결정 버튼, 그 앞쪽에 콩가를 본뜬 입력장치가 3개 있다. 각각의 콩가에는 스위치가 3개씩(앞 오른쪽, 앞왼쪽, 위쪽)있어 입력의 수는 총 9개다. 범용 케이스판은 컨트롤러 부분에 콩가에 대응한 9개의 버튼이 있다.
수록곡은 대부분이 라틴조의 곡이며, 라이센스곡이나 민요, 코나미 오리지널 곡이 수록되고 있다. 사운드 트랙은 미발매이지만, 보너스곡을 포함한 몇몇곡이 「beatmania」나 「pop'n music」, 「Dance Dance Revolution」시리즈등에 이식되고 있어 그중 몇곡은 이식된 게임의 사운드 트랙으로 들을 수 있다. (몇몇 다른 게임으로 이식은 됐지만 사운드 트랙에 수록되지 않은 곡도 있다.)

## 플레이 방법
플레이어는 게임에 있는 패드 앞에 선다. 3개의 패드는 화면으로부터 흘러내려오는 마크에 따라서 패드를 친다.
- 이지 모드는 3개의 노트가 나오는 모드로, 패드의 어느 부분을 쳐도 같게 판정된다.
- 노멀 모드는 5개의 노트가 나오는 모드로, 왼쪽의 패드만이 3개로 나뉜다. 한가운데와 오른쪽패드는 이지 모드와 같다.
- 하드 모드·베리하드모드(은폐 난이도)는 모든 패드가 3개로 나뉘면서 9개의 노트가 나온다.

때때로, 숫자가 적혀 있고 폭포같이 생긴 마크가 떨어져 내린다. 이 마크는 마크에 쓰인 숫자만큼 연타해야 한다.

## 은폐 요소
- 때때로, 플레이중에 특정 액션에 의해서 「M이 새겨진 코인」을 얻는다. 이 코인을 모아 5개가 되면 은폐곡 「One Minutes Kitchen Battle!」을 연주할 수 있다.
- 난이도 선택중이나 선곡중에 특정한 커맨드를 입력하면, 은폐 난이도나 옵션을 부가할 수 있다. 이것에 의해서 밖에 선택할 수 없는 곡도 존재한다.

## SECRET
‘미리 왼쪽 빨강패드는 A, 가운데 노랑패드는 B, 오른쪽 파랑패드는 C라는 가정하에 쓴다.’
- VERY HARD MODE

HARD MODE와 같이 9노트가 나오지만 HARD MODE보다 훨씬 어려운 모드이다. 등장방법은 MODE SELECT에서 HARD MODE에 대고 C를 연타하면 등장. A를 연타하면 커맨드해금.
- 은폐모드

곡을 선택할 때 해당 커맨드를 입력함으로써 게임을 더 재밌게 즐길 수 있다.
| 은폐모드명  | 커맨드                  | 설명 |
| RANDOM      | A-B-C-A-B-C             | 노트가 무작위한 배치로 떨어진다. |
| FAST        | A를 누른 상태로 B-B-B-B | 노트의 속도를 빠르게 한다. 한번 입력하면 2배,한번 더 입력하면 4배                                                                    |
| HIDE        | A를 누른 상태로 C-C-C   | 입력할 때마다 노트가 떨어지면서 사라지는 HIDDEN, 노트가 떨어지면서 나타나는 SUDDEN, 노트가 떨어지며 깜빡거리는 BLINK순으로 적용된다. |
| MIRROR      | A-C-A-C-A-C             | 노트의 배치가 좌우반전되어 나온다.                                                                                                   |
| FULL CANCEL | C-B-A                   | 모든 커맨드를 해제한다. |

## 같이 보기
- beatmania
- pop'n music
- GUITARFREAKS
- drummania
- Dance Dance Revolution
- ee'MALL
- TOMOSUKE